# Unione Sportiva Milanese 1923-1924
Questa pagina raccoglie i dati riguardanti l'Unione Sportiva Milanese nelle competizioni ufficiali della stagione 1923-1924.

## Rosa
| N. |                   | Ruolo | Calciatore               |
| -- | ----------------- | ----- | ------------------------ |
|    | Italia (bandiera) | C     | Alberto Bruciamonti (II) |
|    | Italia (bandiera) | D     | Carmelo Romeo            |
|    | Italia (bandiera) | A     | Bruno Chiapparoli        |
|    | Italia (bandiera) | A     | Giuseppe Clivio          |
|    | Italia (bandiera) | A     | Osvaldo Dagradi          |
|    | Italia (bandiera) | D     | Natale De Simoni (III)   |
|    | Italia (bandiera) | A     | Alfredo Gazzola          |

| N. |                   | Ruolo | Calciatore          |
| -- | ----------------- | ----- | ------------------- |
|    | Italia (bandiera) | A     | Lanzetti            |
|    | Italia (bandiera) | A     | Paride Pasqualetto  |
|    | Italia (bandiera) | D     | Rinaldo Piazzalunga |
|    | Italia (bandiera) | A     | Arturo Robecchi     |
|    | Italia (bandiera) | C     | Rosa                |
|    | Italia (bandiera) | P     | Giuseppe Rossoni    |
|    | Italia (bandiera) | C     | Scarioni            |